# Macuilacatla
Macuilacatla är en ort i Mexiko.   Den ligger i kommunen Chiconcuautla och delstaten Puebla, i den sydöstra delen av landet, 140 km nordost om huvudstaden Mexico City. Macuilacatla ligger 1 838 meter över havet och antalet invånare är 165.
Terrängen runt Macuilacatla är huvudsakligen kuperad, men österut är den bergig. Runt Macuilacatla är det ganska tätbefolkat, med 160 invånare per kvadratkilometer. Närmaste större samhälle är Huauchinango, 12,9 km nordväst om Macuilacatla. I omgivningarna runt Macuilacatla växer i huvudsak blandskog.